# Gerolamo Staffieri

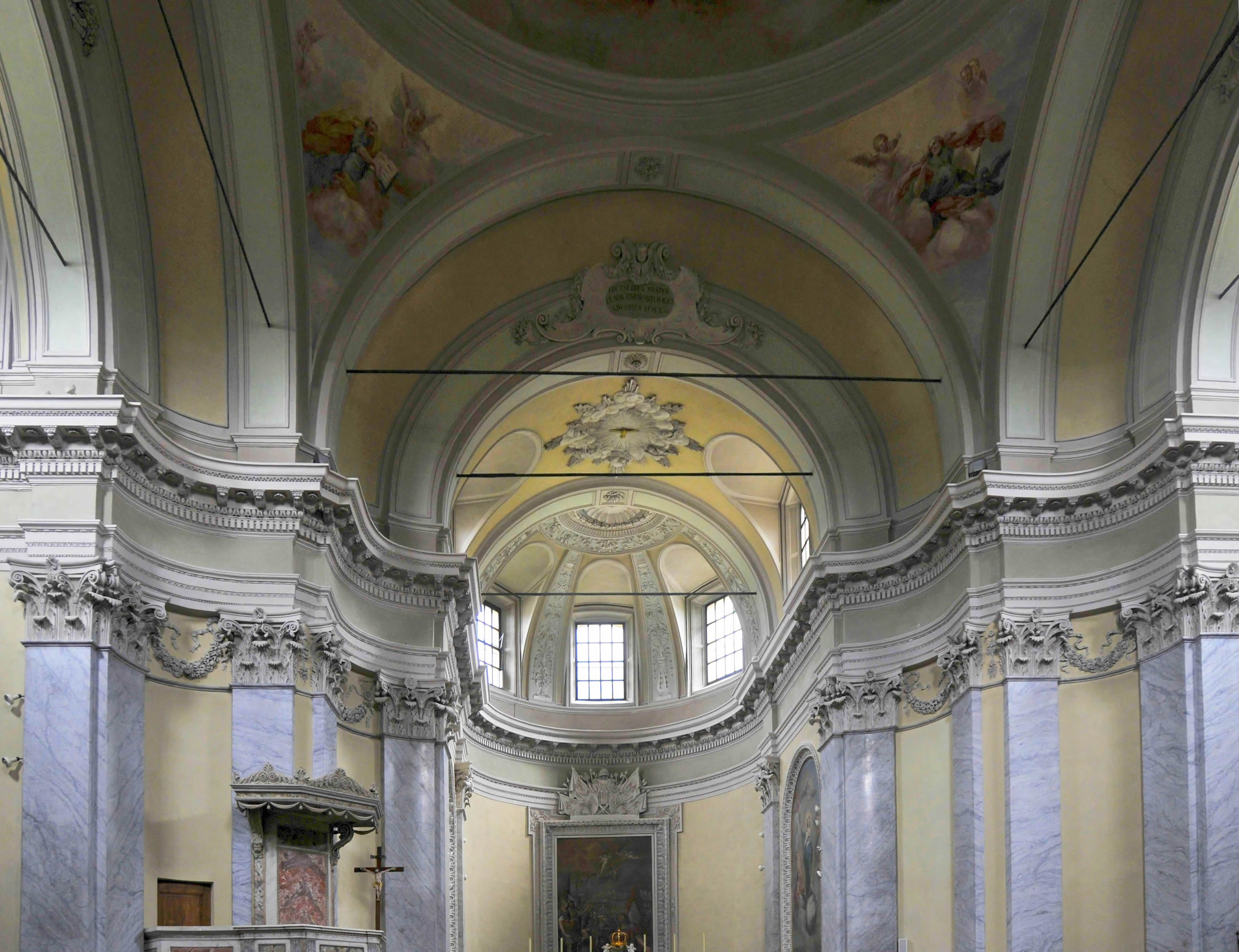
Gerolamo Staffieris Stuckausschmückung im Presbyterium der Kirche San Maurizio in Bioggio

Gerolamo Staffieri (* 28. September 1785 in Bioggio; † 11. September 1837 in New Orleans) war ein Schweizer Stuckateur und Bildhauer.

## Leben
Staffieri wurde als Sohn des Giovanni Battista Staffieri (1749–1808), Stuckateur, Bildhauer, und der Teresa Andreoli geboren. Er besuchte die Accademia di Belle Arti di Brera in Mailand unter Giocondo Albertolli (1742–1839) aus Bedano.

## Werke
Im Jahr 1813 schuf Staffieri im Palazzo Te in Mantua Stuckarbeiten in der Camera dei candelabri, im Palazzo Ducale die Neoklassische Dekoration in der Camera delle cariatidi und weitere Stuckarbeiten im Camerino a crociera.
In Parma arbeitete er ab 1815 in der Basilica di Santa Maria della Steccata und im ehemaligen Palazzo Ducale. Ab 1819 war er in Mantua, wo er die gesamte Stuckausschmückung des Teatro sociale (ehemaliges Teatro Nuovo), projektiert vom Architekten Luigi Canonica, gestaltete.
In der Pfarrkirche San Maurizio von Bioggio im Jahr 1820 schuf Staffieri Stuckarbeiten im Absis, zusammen mit Giovanni Battista Soldati; seit 1830  steht seine Stuckarbeit Die Taufe Christi im Jordan in der Taufkapelle; kleine mythologische Stuckarbeiten sind im Haus Staffieri in Bioggio zu finden. Am 21. Mai 1837 emigrierte er nach Louisiana und wohnte in New Orleans, wo er am 11. September 1839 in der Pfarrei Saint Charles starb.

## Belege
1. ↑  Luigi Simona: Arte dello stucco nel Canton Ticino, Parte II-Il Sottoceneri, Istituto Editoriale Ticinese, Bellinzona 1949, S. 6.
2. ↑  Celestino Trezzini: Staffieri, in: Dictionnaire Historique et Biographique de la Suisse, vol. VI, Ed. Attinger, Neuchâtel 1933, S. 314.
3. ↑  L’an mil-huit-cent-uente-sept, l’onze de septembre, moi soussigné ai inhumé le corps de Jerome Staffieri, né en Suisse – Canton de Tassin, agé de cinquante deux ans, decedé le jourd’hui dans la Paroisse St. Charles: en foi de quoi j’ai signé L. Van Bolkel

| Personendaten    | Personendaten                      |
| ---------------- | ---------------------------------- |
| NAME             | Staffieri, Gerolamo                |
| KURZBESCHREIBUNG | Schweizer Stuckateur und Bildhauer |
| GEBURTSDATUM     | 28. September 1785                 |
| GEBURTSORT       | Bioggio                            |
| STERBEDATUM      | 11. September 1837                 |
| STERBEORT        | New Orleans                        |